# National Stadium of Solomon Islands
Das National Stadium of Solomon Islands (deutsch Nationalstadion der Salomonen, auch als Pacific Games Stadium bekannt) ist ein Fußballstadion mit Leichtathletikanlage in Honiara, Hauptstadt des Inselstaats Salomonen. Es wurde primär für die Pazifikspiele 2023 (Sol2023) im November/Dezember des Jahres errichtet und bietet 10.000 Sitzplätze. Neben der Eröffnungs- und der Schlussfeier sollen die Wettbewerbe im Fußball, Leichtathletik, 9er-Rugby-League sowie Siebener-Rugby im neuen Stadion ausgetragen werden. Es löste das Lawson Tama Stadium aus den 1960er Jahren als Nationalstadion ab.

## Geschichte
Am 11. Mai 2016 wurden die Salomonen erstmals zum Ausrichter der Pazifikspiele gewählt. Man setzte sich mit 12:10 Stimmen gegen den Rivalen Tahiti durch. Für die Multisportveranstaltung mussten aber geeignete Sportanlagen, u. a. das Hauptstadion, geschaffen werden. Kurz nach der Wahl machten sich die örtlichen Behörden auf die Suche nach Baugrundstücken für das Nationalstadion sowie den weiteren Austragungsorten. Anfang 2017 wurde bekannt, dass Taiwan den Bau finanzieren wird. Damals ging man von Kosten von 28 Mio. US-Dollar aus. Rund zwei Jahre später, am 15. März 2019, unterzeichneten Regierungsvertreter der Salomonen und Taiwans eine Vereinbarung zur Finanzierung des Baus. Wie im Mai des Jahres berichtet wurde, sollten die Mittel in Form eines Darlehens bereitgestellt werden.
Als Standort wurde ein Gelände im östlichen Teil von Honiara ausgewählt. Er liegt am Kukum Highway, der Hauptstraße, der das Stadtzentrum mit dem internationalen Flughafen verbindet. Das Hauptstadion hat auf den Spielfeldern der King George VI School seinen Platz gefunden. Mit dem Bau wurde das taiwanesische Bauunternehmen Fu Tsu Building beauftragt. Dies wurde am 9. Juli 2019 vertraglich festgehalten. Die geplante Kapazität lag zu dieser Zeit bei 12.000 Besuchern.
Im September 2019 wendete sich das Blatt in der Außenpolitik des Inselstaates. Die Salomonen brachen ihre Beziehungen zu Taiwan ab und nahmen sie mit der Volksrepublik China auf. Damit endete die Unterstützung Taiwans für den Bau. Einen Monat später besuchte der stellvertretende Leiter der chinesischen, diplomatischen Vertretung in Port Moresby, Yao Ming, die Salomonen und versprach den Bau eines neuen Stadions. Der Premierminister Manasseh Sogavare erklärte nach einem Besuch in Peking, dass China bereit sei, den Bau der für die Pazifikspiele benötigten Anlagen für voraussichtlich mehr als 50 Mio. US-Dollar zu übernehmen. Ein Geschenk der Volksrepublik an die Salomonen. Dies ist Teil der chinesischen Stadiondiplomatie. Der Staat lässt auf eigene Kosten Stadien in Entwicklungsländern bauen, um an Einfluss in den Regionen zu gewinnen. Nach der Aufnahme der diplomatischen Beziehungen wurden eine Reihe wichtiger Abkommen abgeschlossen und Joint Ventures gegründet. Das größte Projekt dabei ist der Sportkomplex für die Pazifikspiele.
Der Entwurf für den Komplex stammt vom Central-South Architectural Design Institute (CSADI). Geplant war der Bau von sieben Sportstätten. Neben dem Hauptstadion sollte das Schwimmzentrum Aquatic Center, das Tenniszentrum National Tennis Court mit sechs Plätzen, ein Gebäude mit Gastronomie und Verwaltungsfunktionen, ein Trainingsplatz mit Leichtathletikanlage, die Mehrzweckhalle Friendship Hall für 1500 Zuschauer und der Hockeyplatz King George Hockey Turf, alles nach internationalen Standards, entstehen. Im Dezember 2020 begann in China das Ausschreibungsverfahren für den Bau des neuen Sportkomplexes. Als Auftragnehmer wurde im März 2021 die China Civil Engineering Construction Corporation (CCECC) bekanntgegeben. Im Monat darauf reiste eine Delegation von rund 120 chinesischen Arbeitern nach Honiara und nahm, nach einer zweiwöchigen Quarantäne aufgrund der COVID-19-Pandemie, die Arbeit auf.
Am 5. Mai 2021 wurde der offizielle Spatenstich, u. a. in Anwesenheit des chinesischen Botschafters und des Premierministers Sogavare, ausgeführt. Im Juli des Jahres wurden die Pazifikspiele 2023, aufgrund der Verzögerungen durch die COVID-19-Pandemie, um einige Monate vom Juli in den Spätherbst (19. November bis 2. Dezember) verlegt. Die Bauarbeiten wurden zunächst durch nicht explorierte Munition aus dem Zweiten Weltkrieg rund zwei Monaten aufgehalten. Zu Spitzenzeiten waren rund 170 chinesische und 500 einheimische Arbeiter auf den Baustellen beschäftigt. Als erstes wurde der Trainingsplatz mit der Leichtathletikanlage fertiggestellt. Er wurde am 22. April 2022 eröffnet. Die Arbeiten am Stadion wurden Ende August 2023 abgeschlossen. Am 19. des Monats wurde das Stadion in einer Zeremonie übergeben.
Die überdachten Zuschauerplätze verteilen sich auf den beiden Tribünen an den Längsseiten. Die diagonalen, V-förmig angeordneten Stützen und das Dach sind mit weißer Membran bespannt. Diese Dachform zeigen auch andere Neubauten der Anlage. Die beiden Kurven im Stadion blieben, bis auf eine elektronische Anzeigetafel an der Südseite, frei. Dadurch wird die Belüftung des Stadions im heißen und feuchten Klima der Südsee verbessert. Die Kunststoffbahn ist in hellblauer Farbe gehalten. An den vier Ecken befinden sich die Masten der Flutlichtanlage. Auf den beiden Tribünen wird mit den Kunststoffsitzen „Solomon“ (Osttribüne) und „Islands“ (Westtribüne) dargestellt. In der Dunkelheit kann das Stadion in verschiedenen Farben beleuchtet werden. Die Friendship Hall, hauptsächlich für Futsal errichtet und von Indonesien finanziert, wurde am 1. November 2022 eingeweiht. Auf dem Gelände wurde auch eine Fußballakademie der Solomon Islands Football Federation (SIFF) gebaut. Der Bau wurde von Japan und Papua-Neuguinea subventioniert.